# Kessen III
Kessen III is een computerspel voor PlayStation 2, uitgegeven door Koei.

## Spel
Het spel is gebaseerd op het leven van Oda Nobunaga, een Japanse daimyo uit de Sengoku Jidai-periode van de Japanse geschiedenis. Het verhaal speelt zich af tussen 1550 tot 1590 en is een sterk geromantiseerde versie van zijn leven.

## Ontvangst
Het spel is positief ontvangen in recensies en heeft op verzamelwebsite Metacritic een score van 73%.